# حماسه اینگوار بزرگ‌مسافر

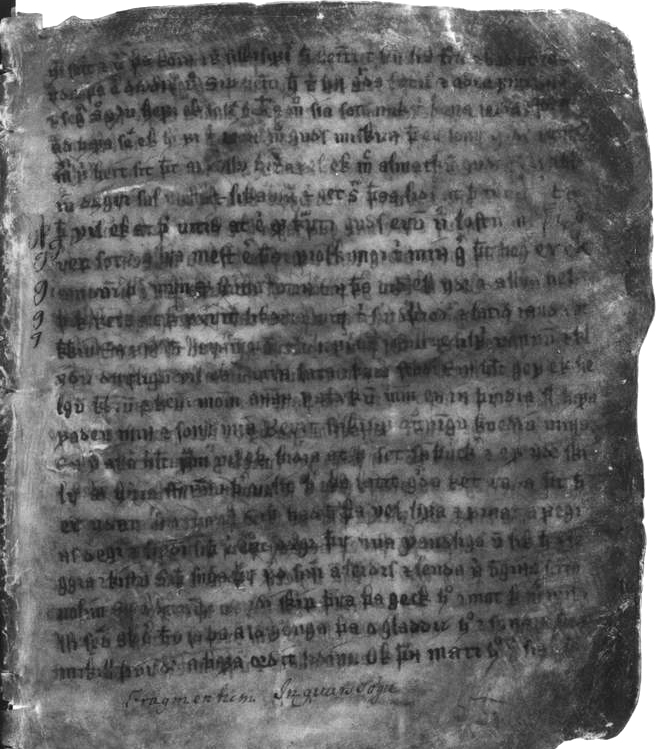
حماسه اینگوار دوردست پیما

حماسه اینگوار بزرگ‌مسافر یا حماسه اینگوار، رهسپار بزرگ (به ایسلندی: Yngvars saga víðförla) افسانه‌ای حماسی است که توسط اُدر سنراسون در قرن دوازدهم، نوشته شده‌است.
داستان این حماسه ماجرایی است از واپسین اعزام نیروهای وایکینگ به دریای مازندران در سال ۱۰۴۱ میلادی و احتمالاً در رابطه با مبارزهٔ گرجستان-بیزانس در نبرد ساسیرتی که نیروهای وارنگیان در آن شرکت کردند. عناصر این داستان حماسی با رویدادهای تاریخی به میزان قابل توجهی در هم تنیده‌اند.
این لشکرکشی با سفر اینگوار بزرگ‌مسافر از سوئد آغاز شده و به سرزمین‌های جنوبی ولگا و سرکلند (به نروژی: Serkland) می‌رسد. حدود بیست و شش سنگ رونیک از اینگوار وجود دارد که ۲۳ عدد از آنان در دریاچهٔ مارلین در منطقهٔ اوپلاند است.